# اموال عمومی
اموال عمومی یا اموال همگانی (به انگلیسی: Public property) اموالی است که برای کاربرد عمومی وقف می‌شود. این اصطلاح ممکن است برای توصیف استفاده از دارایی استفاده شود، یا برای توصیف ویژگی مالکیت آن (که به‌طور جمعی متعلق به جمعیت یک ایالت است). این برخلاف مالکیت خصوصی است که متعلق به یک شخص یا نهادهای مصنوعی است که منافع مالی افراد را نمایندگی می‌کند، مانند شرکت‌های بزرگ. مالکیت دولتی که مالکیت عمومی، مالکیت دولتی یا دارایی دولتی نیز نامیده می‌شود، منافع دارایی هستند که به جای یک فرد یا جوامع به دولت واگذار می‌شوند. 